# Prästen
Prästen – szwedzki niemy film dramatyczny z 1914 roku w reżyserii Victora Sjöströma.

## Obsada
- Egil Eide – Ksiądz
- Clara Pontoppidan – Maria
- William Larsson – Ojciec Klary
- Richard Lund – Właściciel posiadłości ziemskiej
- Justus Hagman – Starszy ksiądz
- Carlo Wieth – Frans
- Karin Alexandersson
- Jenny Tschernichin-Larsson
- Victor Arfvidson
- Anders Bengtsson
- Anna Thorell
- Anna Bodén
- Carl Borin
- Hedvig Nenzén